# Colic: dek hen pee
Colic: dek hen pee (Thai: เด็กเห็นผี) è un film horror del 2006 diretto da Patchanon Thammajira.

## Trama
Prae e Pong sono una giovane coppia che si gode la loro vita e carriera. Prae lavora come artista grafico, mentre il suo ragazzo, Pong, dirige un negozio di televisori. Un giorno, Prae sviene mentre è al lavoro, e scopre che è incinta. Inizialmente Prae si preoccupa che Pong will non accetti il bambino, ma la sorprende con una proposta di matrimonio. La coppia si stabilisce in una casa. Abituarsi è difficile, perché Prae deve lasciare il lavoro e presto si annoierà, mentre Pong lavora tutto il tempo per compensare le perdite.
Il bambino, Pan, è nato; piange in continuazione, il che si aggiunge allo stress percepito dai neogenitori. Un dottore dice che ha le coliche, e che sarebbe durato circa sei mesi, poi le cose si sarebbero sistemate. Ma invece continua a piangere. Prae, passando molto tempo col bambino, si accorge che strane cose accadono e si convince che delle forze maligne si scatenano contro il bambino.